# 5554 Keesey
5554 Keesey eller 1985 TW1 är en asteroid i huvudbältet som upptäcktes den 15 oktober 1985 av den amerikanske astronomen Edward L.G. Bowell vid Anderson Mesa Station. Den är uppkallad efter Michael S. W. Keesey.
Asteroiden har en diameter på ungefär 4 kilometer.